# Marwan Kenzari
Marwan Kenzari (L'Aia, 16 gennaio 1983) è un attore olandese.

## Biografia
Marwan Kenzari, nato il 16 gennaio 1983 a L'Aia da genitori tunisini, ha iniziato a recitare sin da adolescente, partecipando alla versione olandese del musical Chicago. Nel 2013 ha vinto un Golden Calf come miglior attore al Film Festival dei Paesi Bassi per il suo ruolo in Wolf (2013), mentre nel 2014 ha vinto un Shooting Stars Award al Festival internazionale del cinema di Berlino.
Parla fluentemente arabo, olandese, francese e inglese. Vanta partecipazioni a film come Ben-Hur (2016), The Promise (2016), La mummia (2017) e Assassinio sull'Orient Express (2017). Inoltre ha fatto parte del cast di Aladdin, remake live action dell'omonimo film d'animazione targato Disney, nel quale ha recitato al fianco di Mena Massoud, Will Smith e Naomi Scott, interpretando il malvagio stregone Jafar.
Nel 2021 ha ottenuto il ruolo del cattivo Sabbac nel film del DC Extended Universe Black Adam, diretto da Jaume Collet-Serra, uscito nelle sale il 20 ottobre 2022.

## Filmografia

### Cinema
- Katia's Sister, regia di Mijke De Jong (2008)
- The Last Days of Emma Blank, regia di Alex van Warmerdam (2009)
- Loft, regia di Antoinette Beumer (2010)
- Rabat, regia di Victor D. Ponten & Jim Taihuttu (2009)
- Wolf, regia di Jim Taihuttu (2013)
- Accused, regia di Paula van der Oest (2014)
- Autobahn - Fuori controllo (Collide), regia di Eran Creevy (2016)
- The Promise, regia di Terry George (2016)
- Ben-Hur, regia di Timur Bekmambetov (2016)
- La mummia (The Mummy), regia di Alex Kurtzman (2017)
- Seven Sisters (What Happened to Monday), regia di Tommy Wirkola (2017)
- Assassinio sull'Orient Express (Murder on the Orient Express), regia di Kenneth Branagh (2017)
- L'angelo (The Angel), regia di Ariel Vromen (2018)
- Aladdin, regia di Guy Ritchie (2019)
- The Old Guard, regia di Gina Prince-Bythewood (2020)
- Black Adam, regia di Jaume Collet-Serra (2022)
- Ghosted, regia di Dexter Fletcher (2023)
- Itaca - Il ritorno (The Return), regia di Uberto Pasolini (2024)
- The Old Guard 2, regia di Victoria Mahoney (2025)

### Televisione
- Flikken - Coppia in giallo (Flikken Maastricht) – serie TV, 7 episodi (2008-2010)
- Van God Los – serie TV, 1 episodio (2012)
- The Night Agent – serie TV, (2025)

## Doppiatori italiani
Nelle versioni in italiano delle opere in cui ha recitato, Marwan Kenzari è stato doppiato da:
- Simone Crisari in Ben-Hur, The Old Guard, Black Adam, The Night Agent, The Old Guard 2
- Stefano Crescentini in Autobahn - Fuori controllo
- Enzo Avolio ne La mummia
- Andrea Ward in Seven Sisters
- Davide Perino in The Promise
- Gianfranco Miranda in Assassinio sull'Orient Express
- David Chevalier in L'angelo
- Francesco Venditti in Aladdin
- Emiliano Coltorti in Itaca - Il ritorno